# 스피드스케이팅 여자 3000m 대한민국 기록 추이
스피드 스케이팅 대한민국 기록은 대한 빙상 경기 연맹이 공인하고 관리한다.
다음은 여자 3500m 대한민국 기록 추이이다.
| # | 시간        | 차이      | 선수   | 소속         | 날짜                     | 대회명                                              | 장소            | 경기장                               | 주석 및 기타                 | 동영상 |
|   | 5분 47초 1  | -         | 김귀진 | 숭의여고     | 1962. 01. 30             | 전국 남녀 종합 빙상 속도 경주 대회                  | 대한민국 서울   | 서울 운동장 링크                     | 국내신. 종전 43년 5분 57초 0 |        |
|   | 5분 38초 7  | -         | 김귀진 | 수도사범대학 | 1967. 01. 24             | 제1회 대학 대항 빙상 경기 대회                      | 대한민국 포천   | 산정 호수 특설 링크                  | 종전 2.9초 단축              |        |
|   | 5분 29초 5  | - 3.4초   | 김귀진 | 세종대       | 1968. 02. 12             | 제10회 동계 올림픽                                  | 프랑스 그르노블 | Parc Paul Mistral, Anneau de Vitesse | 22위. 종전 자신 12초 1단축   |        |
|   | 5분 26초 1  | - 4.0초   | 전선옥 | 수사부여고   | 1970. 02. 27             | 일본 전지훈련단 기록회                              | 일본 나가노 현  | 국제 스포츠 센터                     | [ 4 ]                        |        |
|   | 5분 17초 6  | - 8.5초   | 최중희 |              | 1971. 02. 14             | 프레 올림픽                                         | 일본 삿포로     |                                      | [ 5 ]                        |        |
|   | 5분 16초 9  | - 0.7초   | 김영희 | 상명여중     | 1971. 12. 24             | 제7회 전국 남녀 종목별 스피드 스케이팅 대회         | 대한민국 서울   | 태릉 국제 아이스 링크                | [ 6 ]                        |        |
|   | 5분 11초 8  | - 5.1초   | 전선옥 | 수도사대     | 1972. 01. 05             | 삿포로 동계 올림픽 출전 스피드 스케이팅 최종 선발전 | 대한민국 서울   | 태릉 국제 스케이트장                 | [ 7 ]                        |        |
|   | 5분 06초 8  | -         | 김영희 |              | 1973. 01. 13             | 전국체전                                            | 대한민국 서울   | 태릉 국제 스케이트장                 | 종전 5분 08초 6              |        |
|   | 4분 57초 0  | -         | 김영희 | 숭의여고     | 1973. 03. 03             | 제28회 전국 남녀 종합 빙상 선수권 대회              | 대한민국 서울   | 태릉 국제 스케이트장                 | 종전 5분 01초 2              |        |
|   | 4분 53초 3  | - 3.7초   | 김영희 | 숭의여고     | 1975. 01. 08             | 제5회 회장기 쟁탈 전국 남녀 빙상 대회               | 대한민국 서울   | 태릉 아이스 링크                     | [ 10 ]                       |        |
|   | 4분 52초 0  | - 1.3초   | 김영희 | 숭의여고     | 1975. 01. 24             | 전국체전                                            | 대한민국 서울   | 태릉 국제 스케이트장                 | [ 11 ]                       |        |
|   | 4분 46초 98 | -         | 김현나 | 세종대       | 1985. 12. 08*            | 인첼 국제 초청 빙상 대회                            | 서독 인첼       |                                      | 5위. 종전 4분 48초 70        |        |
|   | 4분 35초 30 | - 11.68초 | 김영옥 |              | 1987. 11. 15*            | 인첼 국제 초청 빙상 대회                            | 서독 인첼       |                                      | [ 13 ]                       |        |
|   | 4분 30초 60 | - 4.70    | 김영옥 |              | 1988. 02. 23             | 동계 올림픽                                         | 캐나다 캘거리   | 올림픽 오벌                          | 22위.                        |        |
|   | 4분 27초 81 | - 2.79초  | 백은비 | 경희여고     | 1996. 03. 11 *(마지막날) | 96 주니어 스피드 스케이팅 선수권 대회               | 캐나다 캘거리   | 올림픽 오벌                          | [ 16 ]                       |        |
|   | 4분 22초 02 | -         | 백은비 | 경희여고     | 1997. 10. 27             | 캐나다 4개국 초청 국제 스케이팅 대회                | 캐나다 캘거리   | 올림픽 오벌                          | 1위. 종전 4분 25초 50        |        |

## 같이 보기
- 스피드 스케이팅 여자 3000m 세계 기록 추이
- 스피드 스케이팅 남자 3000m 대한민국 기록 추이
- 스피드 스케이팅 남자 3000m 세계 기록 추이